# تومي لي (فنان)
تومي لي (بالإنجليزية: Tommy Lee )‏ (و. 1962  م) هو طبال، ودي جي، ومغني من اليونان، والولايات المتحدة، ولد في أثينا، يستخدم آلات طقم طبول، وبيانو، وقيثارة، وآلة إيقاعية، وهو عضوٌ في موتلي كرو.

## وصلات خارجية
- تومي لي على موقع IMDb (الإنجليزية)
- تومي لي على موقع ميوزك برينز (الإنجليزية)
- تومي لي على موقع رولينغ ستون (الإنجليزية)
- تومي لي على موقع إن إن دي بي (الإنجليزية)
- تومي لي على موقع أول ميوزيك (الإنجليزية)
- تومي لي على موقع ديسكوغز (الإنجليزية)
- تومي لي على موقع قاعدة بيانات الفيلم (الإنجليزية)

- تومي لي في قاعدة بيانات الأفلام على الإنترنت